# Navi Mumbai
Navi Mumbai (in marathi नवी मुंबई, ISO 15919 Navi Muṃbaī, già New Bombay) è una suddivisione dell'India, classificata come municipal corporation, di 703.947 abitanti, situata nel distretto di Thane, nello stato federato del Maharashtra. In base al numero di abitanti la città rientra nella classe I (da 100.000 persone in su).
Navi Mumbai è una città gemella di Mumbai e si trova all'interno della sua conurbazione; sviluppata dal 1972, è uno dei più grandi progetti di nuove città del mondo, con una superficie totale di 344 km², di cui 163 km² sotto la giurisdizione della Navi Mumbai Municipal Corporation (NMMC). Navi Mumbai si trova sulla terraferma sulla riva orientale del fiume Thane.

## Geografia fisica
La città è situata a 19° 00' 13 N e 73° 01' 08 E al livello del mare.

## Società

### Evoluzione demografica
Al censimento del 2001 la popolazione di Navi Mumbai assommava a 703.947 persone, delle quali 395.891 maschi e 308.056 femmine. I bambini di età inferiore o uguale ai sei anni assommavano a 95.775, dei quali 49.736 maschi e 46.039 femmine. Infine, coloro che erano in grado di saper almeno leggere e scrivere erano 519.503, dei quali 313.702 maschi e 205.801 femmine.